# Thorvald Povlsen
Thorvald Valdemar Povlsen (født 22. august 1868 i Skåde, død 5. december 1942 i Holte) var en dansk præst og politiker. Han var Danmarks første selvstændige kirkeminister og var medlem af den anden regering Zahle 1916-1920.
Han var søn af lærer B.K. Povlsen og hustru født Gregersen, blev student fra Aarhus Katedralskole 1886, var stenografassistent i Rigsdagen 1888-93 og blev cand.theol. 1894. 1895-98 virkede han som højskolelærer og fra 1898 som sognepræst i Elsted-Elev, fra 1906 i Hvilsager-Lime.
I 1905 var han blandt medstifterne af Det Radikale Venstre.
Ved valget i 1910 blev han valgt til Folketinget i Hornsletkredsen for Det Radikale Venstre. Han sad i Folketinget indtil 1935. På tinge var han formand for partiets folketingsgruppe og 1913-16 2. viceformand i tinget, fra 1929 3. viceformand. 1914-16 og fra 1929 sad han i Folketingets Finansudvalg. 1915-16 var han medlem af Arbejderforsikringsrådet.
Povlsen blev i 1916 minister for et separat Kirkeministerium, der ikke havde undervisningsvæsenet under sig. Han stod for en grundtvigiansk kirkepolitik og gennemførte fx via en særlov den kontroversielle N.P. Arboe Rasmussens ansættelse som sognepræst i Vålse i 1917, lovene om præstelønninger i 1918 og om salg af præstegårdsjord i 1919. Derudover var han meget optaget af Grønlands forhold. 
I årene under Besættelsen før sin død nåede han at protestere mod Kommunistloven og at tale de internerede kommunisters sag.